# バーリントン (哨戒フリゲート)
|          | |
| 艦歴     | |
| 発注     | |
| 起工     | 1943年10月19日                                                                                                  |
| 進水     | 1943年12月7日                                                                                                   |
| 就役     | 1944年4月3日 |
| 退役     | 1952年9月15日                                                                                                   |
| その後   | 1953年6月26日にコロンビアに売却                                                                                 |
| 除籍     | 1953年5月28日                                                                                                   |
| 性能諸元 | |
| 排水量   | 基準 1,430トン 満載 2,415トン                                                                                   |
| 全長     | 303 ft 11 in (92.6 m)                                                                                           |
| 全幅     | 37 ft 6 in (11.4 m)                                                                                             |
| 吃水     | 13 ft 8 in (4.1 m)                                                                                              |
| 機関     | ボイラー3基 5,500軸馬力 タービン2基 2軸推進                                                                     |
| 最大速力 | 20ノット (37 km/h)                                                                                              |
| 航続距離 | |
| 乗員     | 190名 |
| 兵装     | 3インチ50口径対空砲3門 40mm機関砲 4門 20mm機関砲 9門 ヘッジホッグ 1基 対潜爆雷投射機（Y砲）8基 爆雷投下軌条 2条 |

バーリントン (USS Burlington, PF-51) は、アメリカ海軍の哨戒フリゲート。タコマ級フリゲートの1隻。艦名はアイオワ州バーリントンに因む。

## 艦歴
バーリントンは海事委任契約（船体番号1462）の下1943年10月19日にカリフォルニア州ウィルミントンのコンソリデーテッド・スチール社で起工した。1943年12月7日にフィレンツェ・E・コンラッド夫人によって命名、進水し、1944年4月3日に艦長E・B・カールソン沿岸警備隊少佐の指揮下就役した。
整調および整調後の信頼性試験を終えると、バーリントンは8月1日にカリフォルニア州サンペドロを出航した。最初の配属でエスピリトゥサント島に向かったバーリントンは、西ニューギニアにおいて哨戒および護衛任務に従事した。その後10月16日から11月18日まで、レイテ島攻略に備えてニューギニアとフィリピン諸島間を航行する船団の護衛を担当する。12月3日に戦闘地帯を離れたバーリントンはカリフォルニアに帰還、12月25日にサンフランシスコに到着し信頼性試験を始めた。
修理および寒冷地における活動のための装備が完了すると、バーリントンは1945年2月18日にサンフランシスコを出航し、アリューシャン列島での5ヶ月に及ぶ哨戒および護衛任務に入る。同年の初夏にワシントン州タコマへ向かう様命じられ、信頼性試験およびソ連海軍への貸与の準備が行われた。修理は7月18日から8月2日まで行われ、作業が完了すると8月8日にアラスカ州コールド・ベイに向かった。同地でソ連海軍の兵士を訓練し、バーリントンは1945年8月26日に退役、翌日にレンドリース法に基づきソ連海軍に貸与された。ソ連海軍は4年近くの間運用し、1949年11月14日にバーリントンを返却した。
返却されたバーリントンは日本で予備役として保管されたが、1950年6月に朝鮮戦争が勃発すると、横須賀でオーバーホールが行われ、1951年1月5日に再就役した。横須賀沖での整調および訓練の後、バーリントンは朝鮮半島海域に向かった。3月14日から4月24日まで元山港および城津で作戦活動を行い、沿岸目標への艦砲射撃、湾入り口での管制艦任務、哨戒および護衛任務に従事した。佐世保での短期間の信頼性試験の後、バーリントンは戦闘地帯へ戻り、5月11日から6月8日まで元山、清津で艦砲射撃や哨戒を行った。1951年の夏の間、バーリントンは第92および第77任務部隊に所属し、韓国東沿岸の補給地帯において護衛任務に当たった。9月後半に横須賀でオーバーホールを行い、12月5日に韓国水域での護衛任務に復帰した。
1952年7月初めまでバーリントンは戦闘任務を継続し、定期的に佐世保において修理、訓練を行った。7月3日に佐世保を出航しフィリピンに向かったバーリントンは、ルソン島西海岸沖での演習に参加し、その後ミンダナオ島のダバオまで巡航した。バーリントンは9月3日にマニラ湾を出航し横須賀に向かう。1952年9月15日に横須賀で退役し、1953年5月28日に除籍、6月26日にコロンビア政府に売却された。コロンビア海軍ではアルミランテ・ブリオン (Almirante Brion, F-14) の艦名で就役した。
バーリントンは第二次世界大戦の戦功で2個の、朝鮮戦争の戦功で5個の従軍星章を受章した。